# Forbandt
Forbandt af (af tysk verband, forbindelse el. binding) betegner den indbyrdes fordeling af byggesten, som udgør en murkonstruktion. Forbandt er måden hvorpå mursten eller tilhugne kvadersten med regelmæssige former lægges med forskellige overlapninger, der giver konstruktiv sammenhæng og styrke opad mod trykbelastning og i nogen grad på selve murværket (trækpåvirkning).

## Definitioner

### Formater
Der findes mange formater af mursten. I Danmark anvendes i dag dansk normalformat, hvor murstenene er 22,8 cm lange, 10,8 brede og 5,4 cm tykke eller høje. Historisk har været anvendt langt større sten munkesten. 

### Lægning
Forbandt lægges i lag. Hvert lag kaldes et "skifte". Er stenene lagt med den lange side efter murens længderetning, kaldes de "løbere", hvorimod de kaldes "bindere" (også "kopsten" eller "kopper"), når de ligger på den korte side eller er halveret.

### Fuger
Fugerne mellem to skifter kaldes "længdefuger" eller "liggefuger" og de lodrette "stødfuger" eller "studsfuger". 
 En ufravigelig regel er, at stødfugerne i to påfølgende skifter ikke må træffe hinanden, da bindingen derved svækkes. Ligeledes må forbandt være skærende, dvs. at fugen er gennemført igennem hele murtykkelsen.

For at et forbandt med kombinerede løbere og bindere skal gå op, så skal en løber fylde dobbelt så meget som en binder. Det opnås for ovennævnte normalformat med 1,2 cm stødfuger.

### Aftappede hjørner (tandsnit)
De på fri hånd, lod- og vandret opmurede hjørner på en bygning, de egentlige rettesnore for murenes opførelse, "aftrappes" opefter med en binders halve brede for hvert skifte, når den nærmest liggende åbning er længere borte, men mures lodrette, når afstanden kun er ringe. Denne aftrapning er nødvendig, for at den senere udmuring kan komme i forbandt med hjørnet.

## Almindelige forbandt

### Munkeforbandt
Det ældste forbandt er munkeforbandt, andensteds kaldet gotisk (eller sjældnere polsk) forbandt. Dette murværk, i hvilket enkeltvis én, i reglen to, sjældnere flere løbere er murede mellem to bindere, er egentlig kun en skal, der udvendig er opført på tykke mure, der indvendig er fyldt med fyldværk bestående af kampe-, fråd- eller tufsten og murbrokker, som i bedste tilfælde er helt omgivet af kalkmørtel og henlagt tæt, men ofte temmelig løst. I den omtrent 600 år gamle ruin af Duborg Slot (opført ca. 1411) ved Flensborg, der er omtrent 2½ m tyk, er der med en lille indbyrdes afstand anbragt to og to bindere, der sandsynligvis går 1½ a 2 stenlængder ind i fylden, der her er blandet med en mørtel, som nu er næsten lige så hård som murstenene. Denne mur, der i omtrent 250 år har været berøvet de ydre mursten, står endnu så ret, som den dag, den opførtes. 
Mange danske bygninger fra middelalderen er opført i munkeforbandt og i munkesten.

### Krydsforbandt
Et andet gammelt forbandt er krydsforbandt, som er det stærkeste forbandt for mure tykkere end ½-sten, fordi de gennemgående kopsten binder muren sammen. De kors, som dette forbandt viser udvendigt, opstår derved, at der i hvert andet løberskifte ved hjørnet indsættes ½ sten, en såkaldt krydskop. I blokforbandt udelades denne ½-sten, så at alle løbere udvendig ligger lodret over hinanden.

### Skorstensforbandt
Skorstensforbandt har en mur, som er opført af ½ sten, særlig i skorstene, men også i skillerum, har kun løberskifter, med en halv stens forskydning for hvert skifte. Det er typisk den, man ser i dag, når private uden særlige fagkundskaben bygger mure, huse eller carporte i mursten. Den er den simpleste at opføre, men murværket synes mindre nuanceret i denne forbandt.

### Løberforbandt
Løberforbandt har også kun løberskifter, men med en kvart stens forskydning.

### Æstetiske forbandter
I udlandet og herhjemme ses ofte anvendt vekslende farver teglsten og rytmer for at opnå visuelle virkninger, der hæver bygningen top i en skala, hvor mursten kan måle sig med huggede sten. Et eksempel er Østre Landsrets bygning i København, det tidligere Operahus, der ligger på hjørnet af Bredgade og Fredericiagade.
- To typer af Munkeforbandt. Øverst en løber for hver binder. Nederst to løbere for hver binder.
- Blokforbandt, løberne forskydes ikke.
- Krydsforbandt, løberne forskydes for hvert løberskifte.
- Løberforbandt 2.

## Andre materialer
Ovenstående almene regler gælder også for mure, der er opført af tilhuggede sten, altså kvadre. Da disse kvadre i reglen kun opstilles som en ydre skal og bagtil udmures med mursten og andet, tilvejebringes sammenholdet mellem kvadre og bagmuring derved, at en bredere stadig veksler med en smallere, så der opstår et tandsnit bagved på muresiden, hvorved bagmuren fæstes nøje til skallen, ligesom der anbringes et passende antal bindere, der næsten når igennem hele murtykkelsen. Ved mure af uregelmæssige natursten, der ikke kan få regelmæssig forbandt, anvendes samme principper, men tillempet efter råmaterialet.

## Dansk byggeskik
Bevægelsen Bedre Byggeskik lagde i begyndelsen af 1900-tallet stor vægt på veludført forbandt, ligesom en stor del af den nordiske (danske) nationalromantik gjorde meget ud af at bygge smukt gennem netop veludført murværk. Her spillede forbandtet en rolle.
Det kan ses i byggeri fra perioden ved f.eks. arkitekterne Martin Nyrop i København ( Rådhuset), Anton Rosen i København og Odense ( Paladshotellet) samt den i Aalborg og omegn meget aktive Einar Packness.